# Représentation de Dieu dans le christianisme

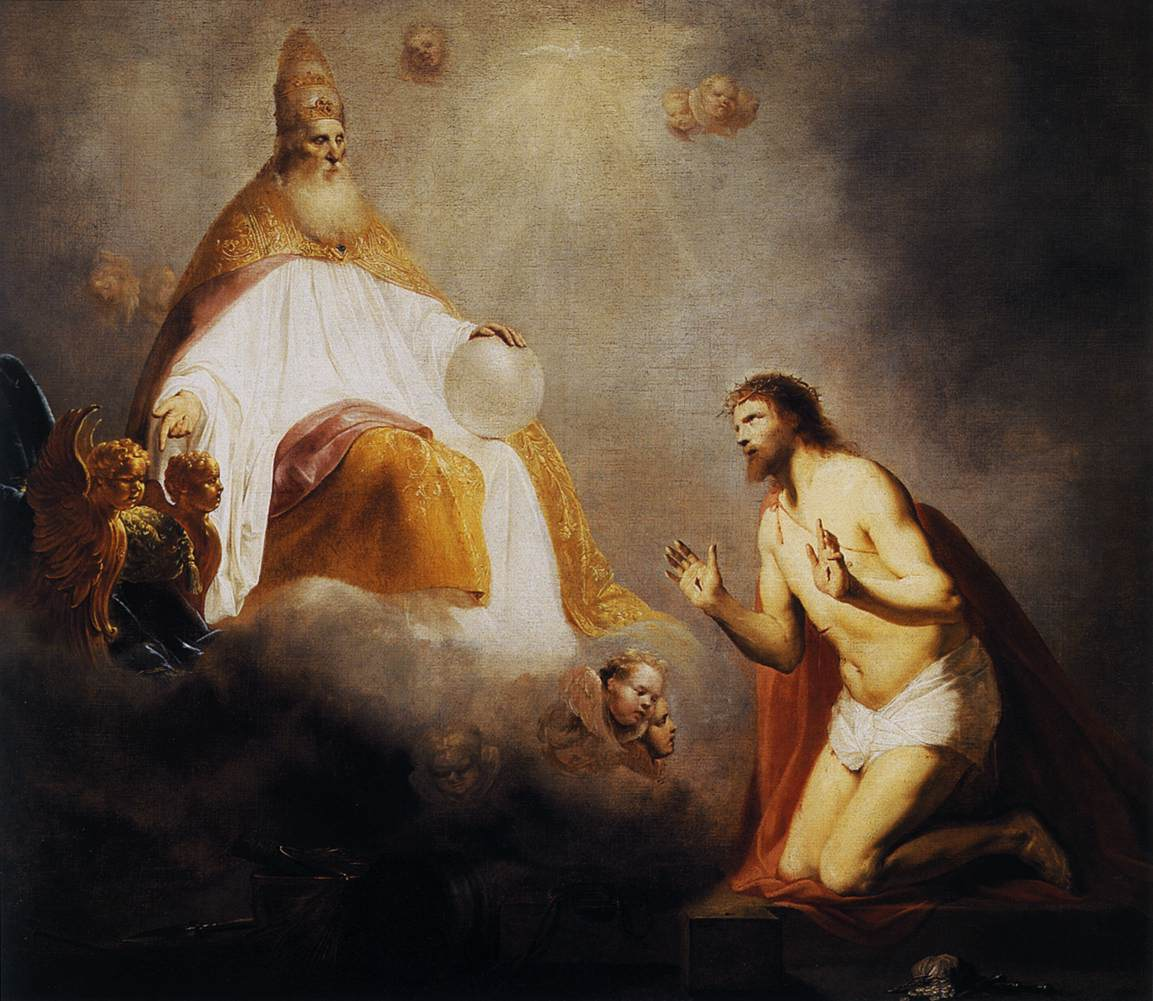
Représentation (détail) de Dieu le Père offrant au Christ le trône de droite, P. Grebber, 1654

Pendant environ mille ans, en obéissant à des interprétations de passages spécifiques de la Bible, les représentations de Dieu dans la culture ont été évitées par les peintres chrétiens (aniconisme). Au début, les seules représentions de Dieu le Père étaient faites d’une main au sein d’un nuage.
Progressivement, les représentations de Dieu le Père se développent afin de représenter la tête, puis le corps entier est dépeint. À la fin de la Renaissance, les représentations de Dieu le Père se sont largement diffusées au sein de l’Église occidentale.
Ces images sont progressivement reprises dans le cinéma, et dans la publicité.

## Histoire de l'évolution de la représentation de Dieu le Père
L'iconographie de Dieu a varié en fonction, entre autres, de l'interprétation donnée à l'aniconisme de droit qui s'exprime dans l'interdiction formelle du Décalogue, de la place du christianisme dans la société et du degré de développement et de combinaison des trois principaux modes de figuration de Dieu (figuration indirecte, christomorphisme — caractère d'une image christomorphique ou christomorphe donnant à la figure de Dieu une allure de Christ dont la divinité est mise en valeur, anthropomorphisme non christomorphique). « Il faut encore tenir compte, pour apprécier la situation iconique de Dieu dans une œuvre, chez un peintre ou au sein d'un courant d'art, du rang de la figure divine (elle peut en effet faire office de sujet central ou n'être qu'un motif sommital subalterne), de son échelle (allant du gigantisme au chiffre miniaturisé), de sa posture (debout ou assise, dominante ou non, juchée sur un trône ou un piédestal ou une nuée, etc.), de ses attributs (plus ou moins ostentatoires : nimbe, mandorle, couronne, sceptre, livre, globe, etc.), et de son « espace spécifique » (selon que la figure est traitée comme une apparition, ou installée de plain-pied dans l'espace pictural, etc. ».

### Apparitions des représentations de Dieu le Père au début du christianisme

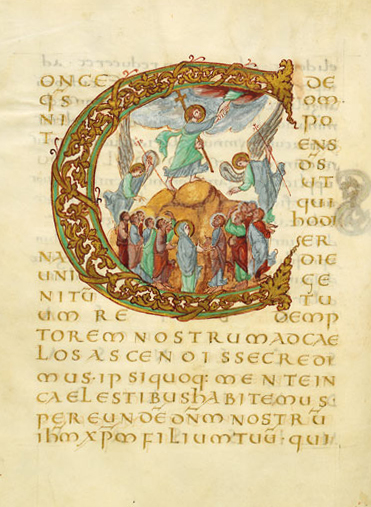
La main de Dieu dans l'Ascension dans le Sacramentaire de Drogon, vers 850

Malgré l'aniconisme biblique,, la main de Dieu est représentée plusieurs fois dans des anciennes synagogues accompagnée de décorations diverses, comme dans la synagogue de Doura Europos dans l'actuelle Syrie, au milieu du IIIe siècle. Cette représentation de la main de Dieu dans l’art juif a sans doute été reprise par les premiers chrétiens dans l’art paléochrétien. Il est ainsi commun d’avoir dans l’Antiquité tardive tant occidentale qu’orientale des représentations des actions de Dieu représentées par la main et ceci, jusqu’à la fin de l’art romain.
Historiquement, Dieu le Père se manifeste beaucoup plus fréquemment dans l’Ancien Testament et Dieu le Fils se manifeste surtout dans le Nouveau Testament. Cependant certains artistes représentent Dieu le Père à travers la représentation traditionnelle de Jésus-Christ, notamment pour représenter Dieu le Père dans le récit d’Adam et Eve, où certains artistes utilisant la figure de Jésus-Christ pour représenter Dieu marchant dans le jardin (Livre de la Genèse 3,8).

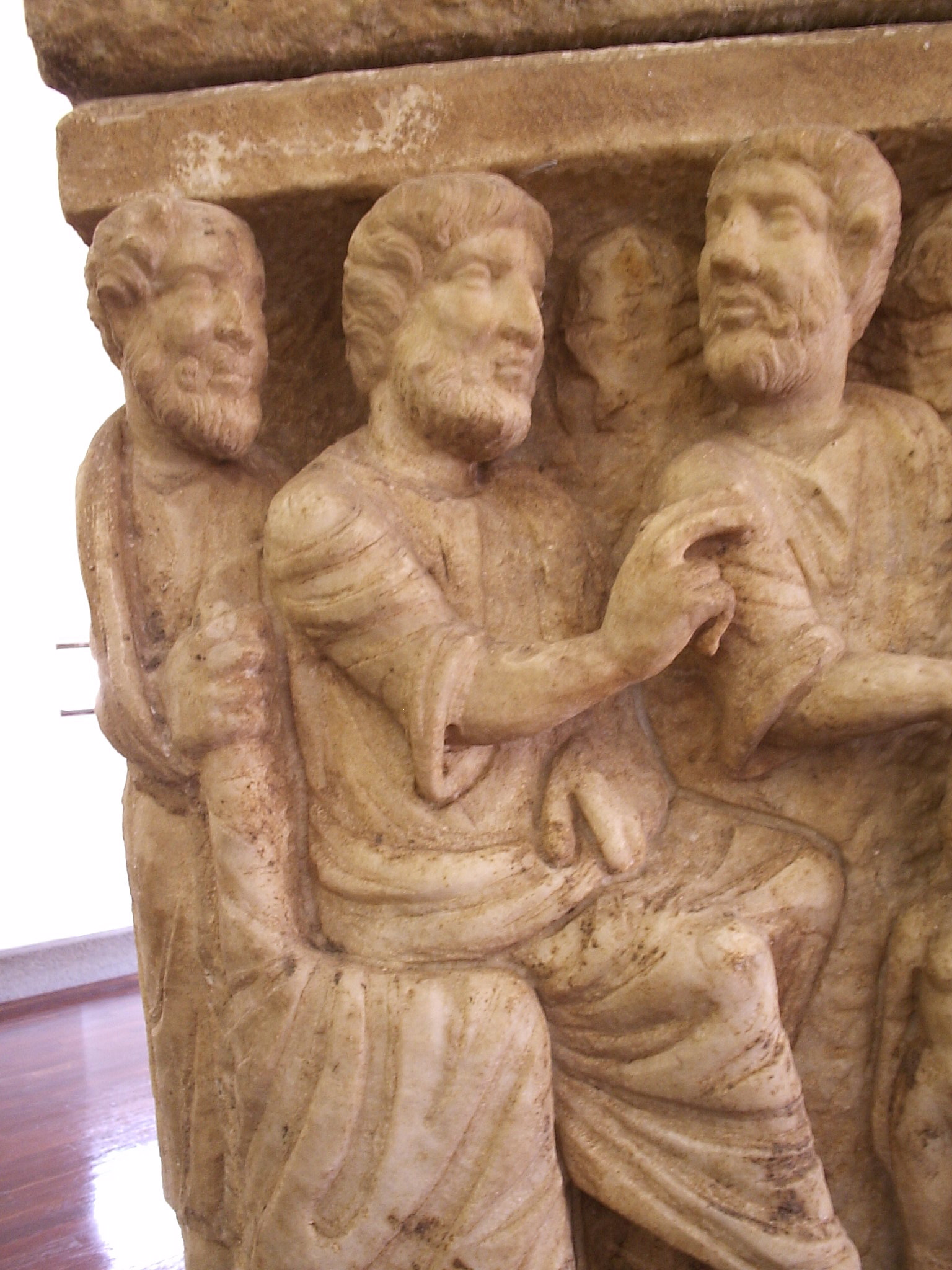
Le Sarcophage dogmatique (v. 320-340), représentant la Trinité sous les traits de trois personnages similaires.

Le récit de la Genèse affirme que la création du monde a la figure unique de Dieu, généralement créditée à Dieu le Père. Toutefois, ce même récit parle à la première personne du pluriel pour décrire l’œuvre créatrice de Dieu : « Dieu dit, faisons l’homme à notre image et notre ressemblance » (Livre de la Genèse 1, 26 ). Le Nouveau Testament mentionne à deux reprises l’œuvre créatrice de Jésus-Christ (Jean 1, 3 et Épître aux Colossiens 1,15), ce qui conduisit certains chrétiens à associer la Création au Verbe, ou à Dieu le Fils. Ces interprétations ont été en partie confirmées par le symbole de Nicée, en 325 après Jésus-Christ, affirmant la consubstantialité de Dieu.
C’est une habitude d’avoir des représentations de Jésus-Christ comme Verbe prenant la place de Dieu le Père en créant le monde seul, ou commandant à Noé de construire l’arche, ou même parlant à Moïse dans le Buisson ardent. Au cours du IVe siècle c’est une période où les représentations des trois personnes de la trinité sont similaires, comme le Dogmatic Sarcophagus en est l’un des exemples au Vatican.

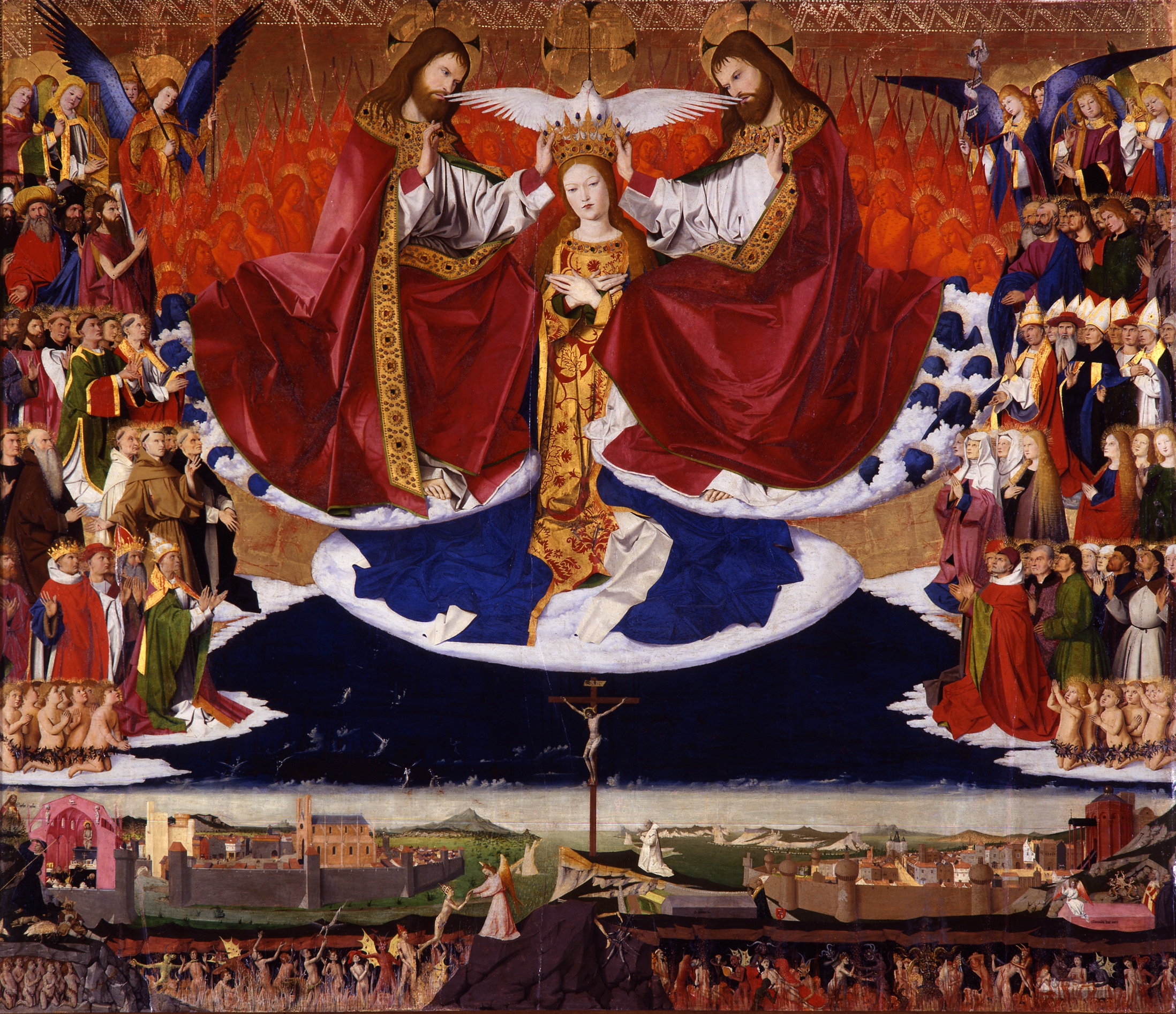
Tableau du couronnement de la Sainte Vierge par Enguerrand Quarton

D’autres cas isolés dans l’iconographie tout au long du Moyen Âge montrent des images similaires de la Trinité, comme le montre la peinture d’Enguerrand Quarton lors du couronnement de la Sainte Vierge.
L’utilisation d’images de Dieu continuait à augmenter tout au long du VIIe siècle, jusqu’à ce que l’empereur byzantin Justinien II mît une image de Dieu dans les pièces en or. Cependant le développement des images de Dieu n’incluait pas les représentations de Dieu le Père. Le concile in Trullo en 692 ne condamne pas spécifiquement les images de Dieu le Père, mais suggère que les représentations de Jésus-Christ soient préférées dans les représentations de l’Ancien Testament.
Le début du VIIIe siècle marque le début de la crise iconoclaste. L’empereur Leon III (717-741) supprima l’utilisation et la représentation de Dieu à travers des icônes par un décret impérial au sein de l’Empire byzantin. Les arguments théologiques affirmaient qu’il était impossible de représenter la nature divine et humaine de Jésus dans le même temps. Toutes les représentations de Dieu étaient alors suspectes, et on n’observa aucune représentation de Dieu pendant près de deux siècles au sein de l’Empire byzantin.

### Fin de l'iconoclasme

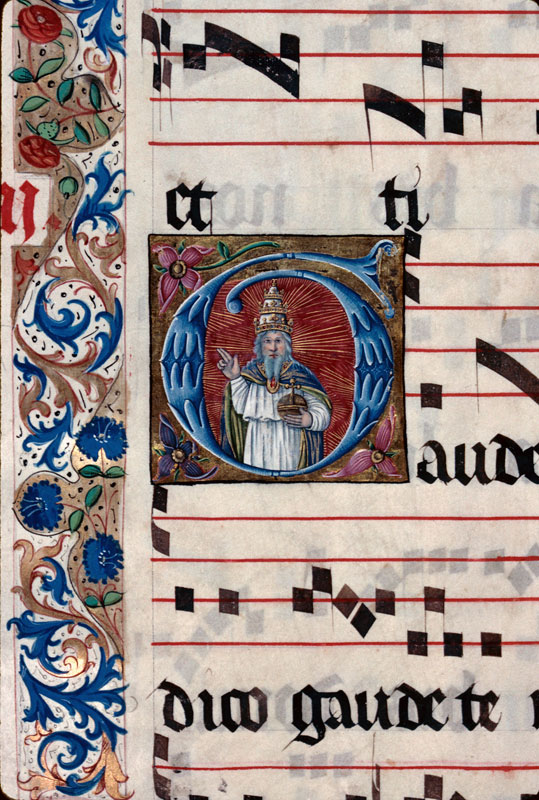
Représentation de Dieu le Père dans le manuscrit de Saint-Dié, v. 1504-1514

Le deuxième concile de Nicée en 787 met fin à la première période de l’iconoclasme byzantin et restaure la dévotion aux icônes et aux représentations de Dieu. Cependant la fin de la condamnation des représentations de Dieu ne se traduit pas par un développement des représentations de Dieu le Père. Même les partisans des représentations de Dieu, comme Jean Damascène, continuent à faire une distinction entre les représentations de Dieu le Père et de Jésus-Christ. Dans son traité Traités contre ceux qui décrient les saintes images Jean Damascène affirme que Dieu le Père ne s’étant pas incarné comme Jésus-Christ conduit à l’impossibilité de le représenter par des images.
Toutefois, à partir du bas Moyen Âge et particulièrement de la Renaissance, les représentations artistiques de Dieu sont librement utilisées dans l'Église occidentale

## Représentations visuelles de Dieu le Père

### Dans la peinture

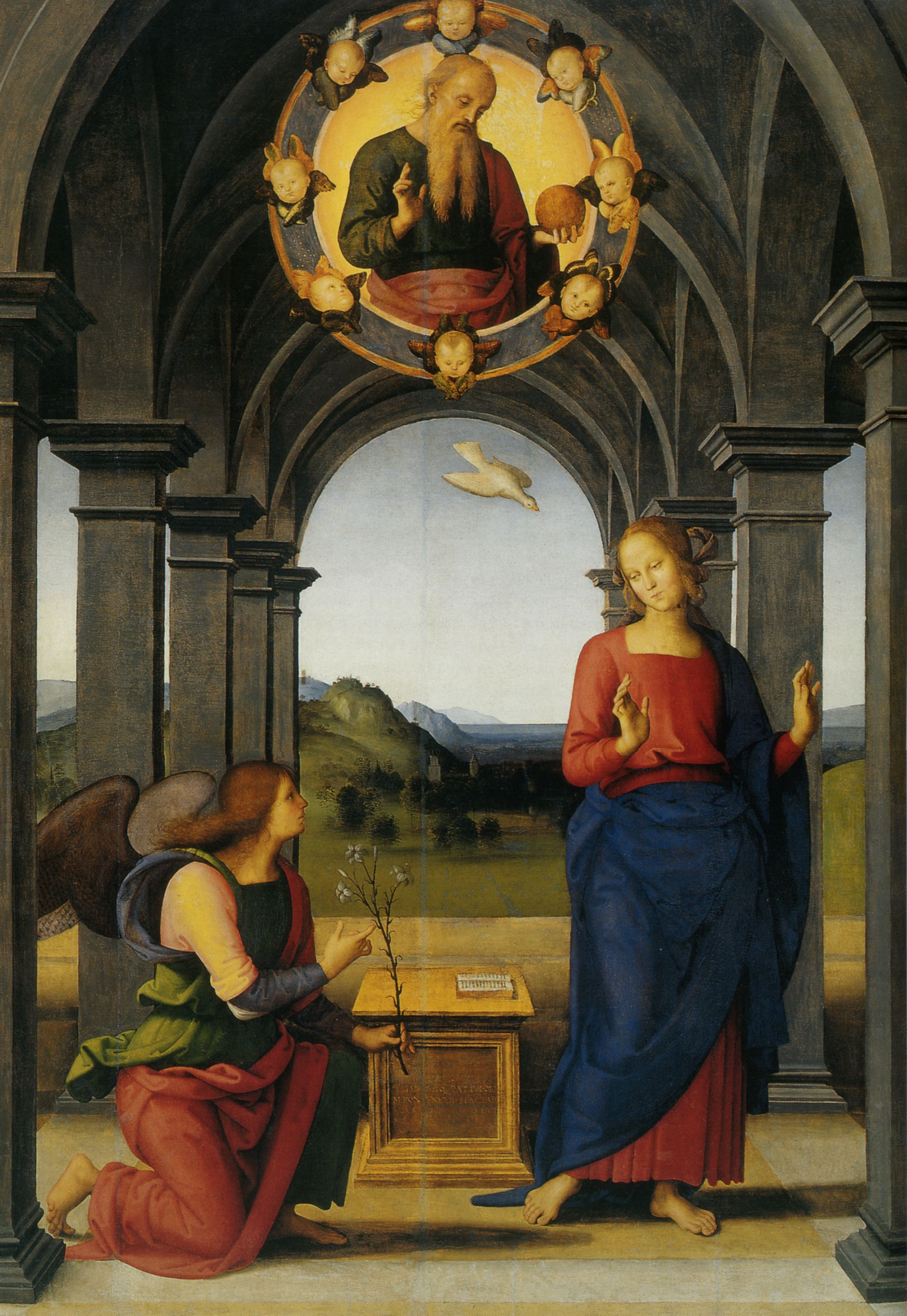
Pietro Perugino, Annonciation, 1489
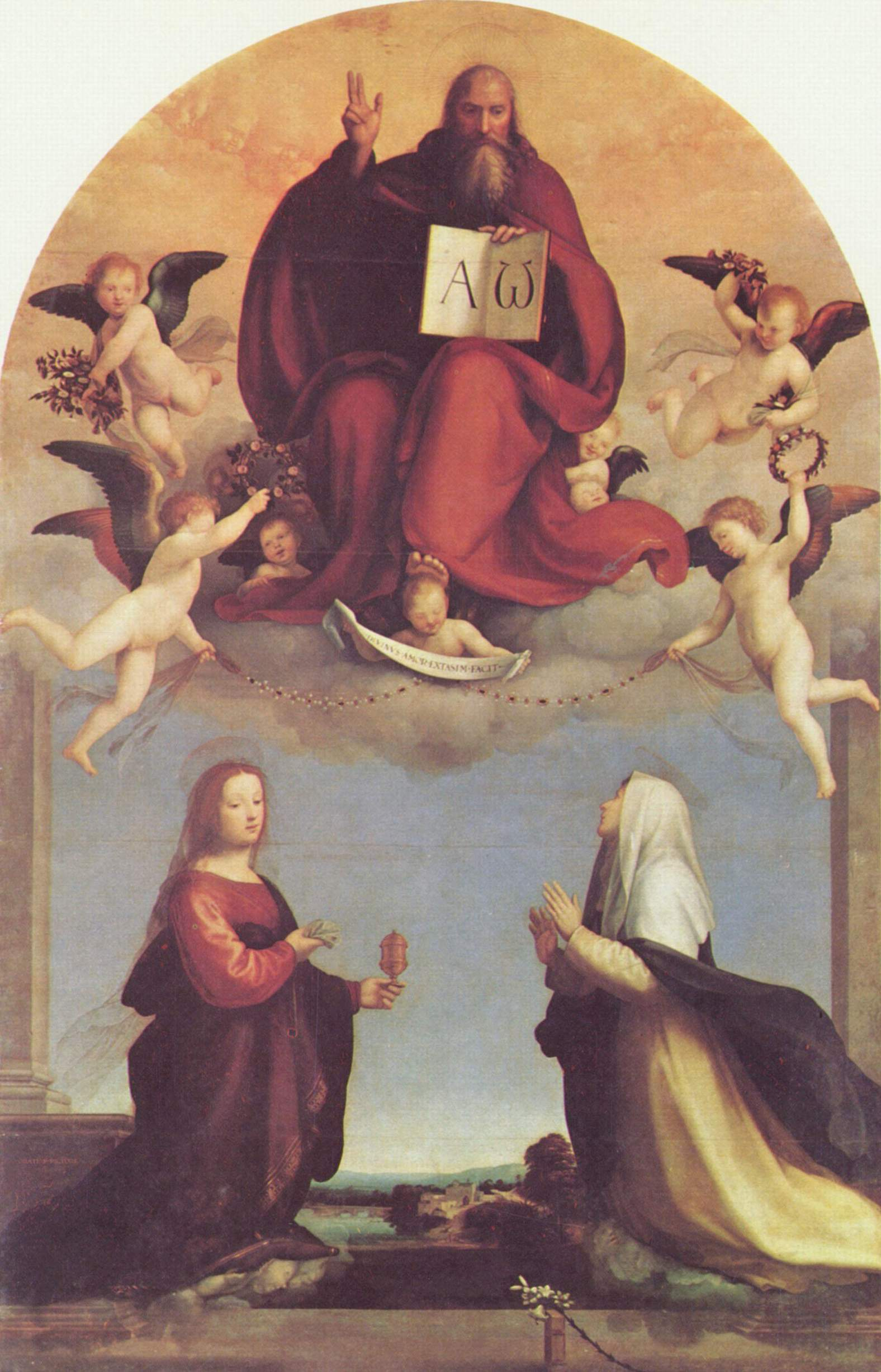
Fra Bartolomeo, Annonciation, 1509
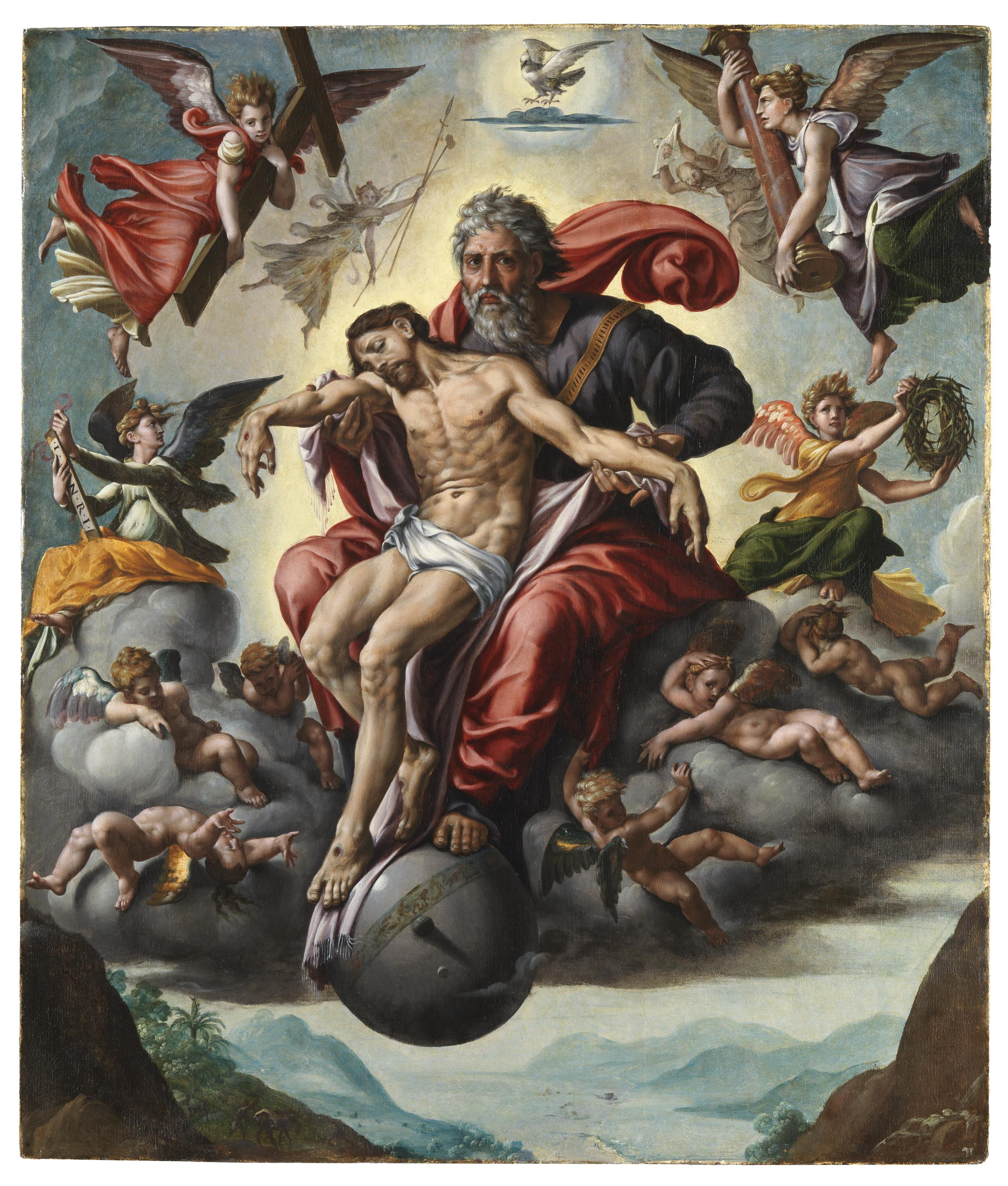
Jan Cornelisz Vermeyen, Trinité, XVIe siècle
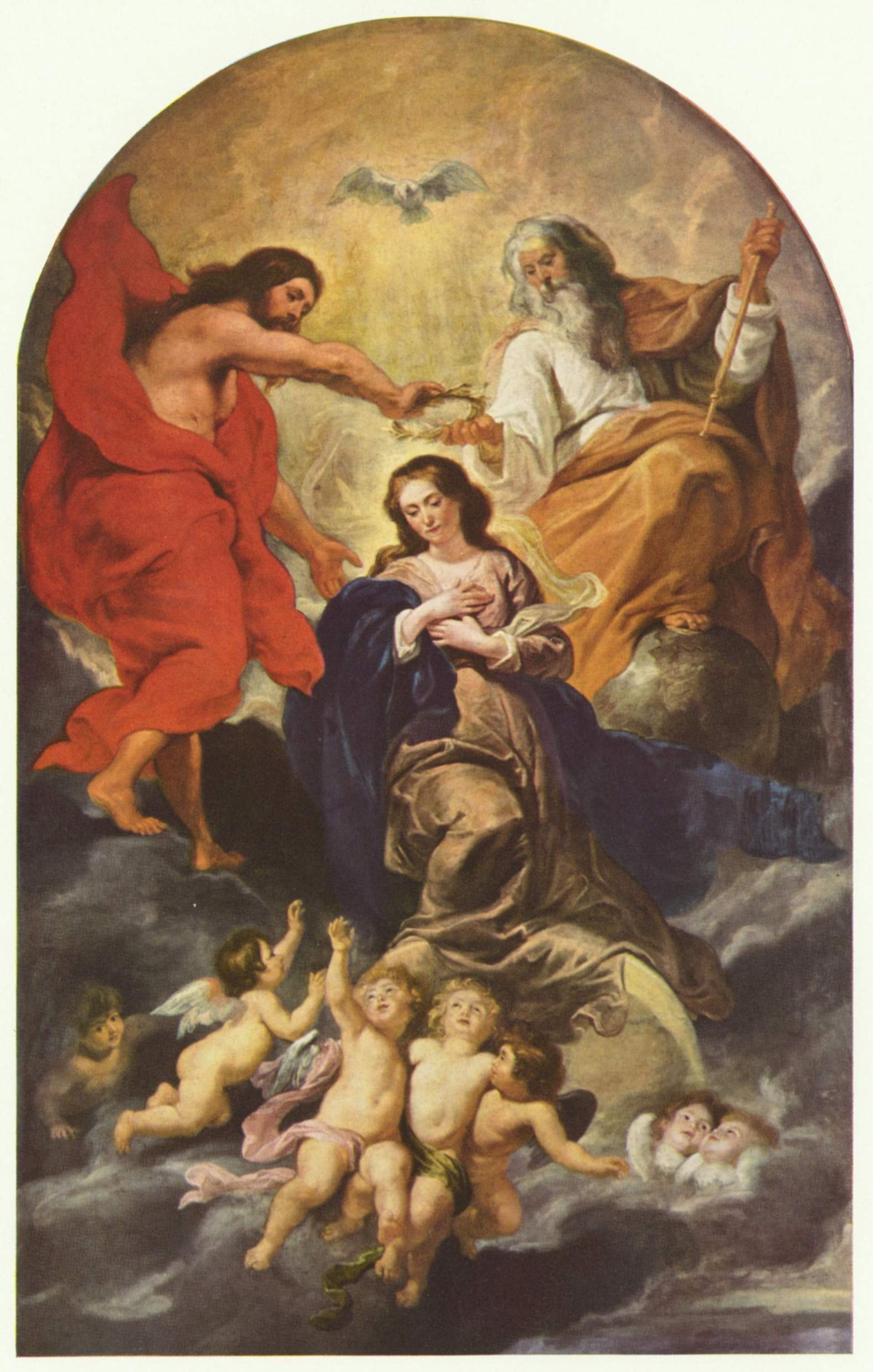
Couronnement de la Vierge de Rubens, XVIIe siècle
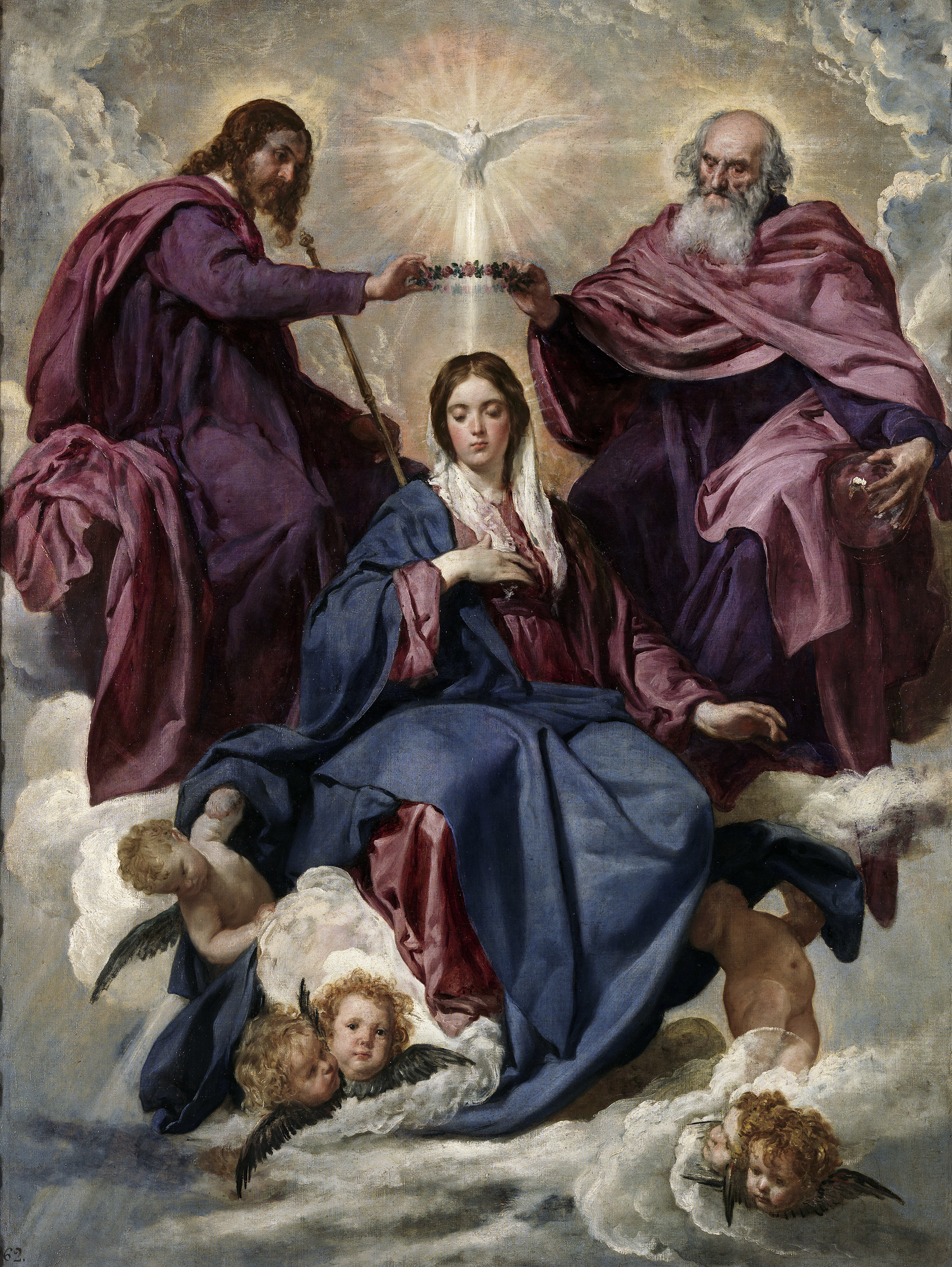
Diego Vélasquez, Couronnement de la Vierge, 1645
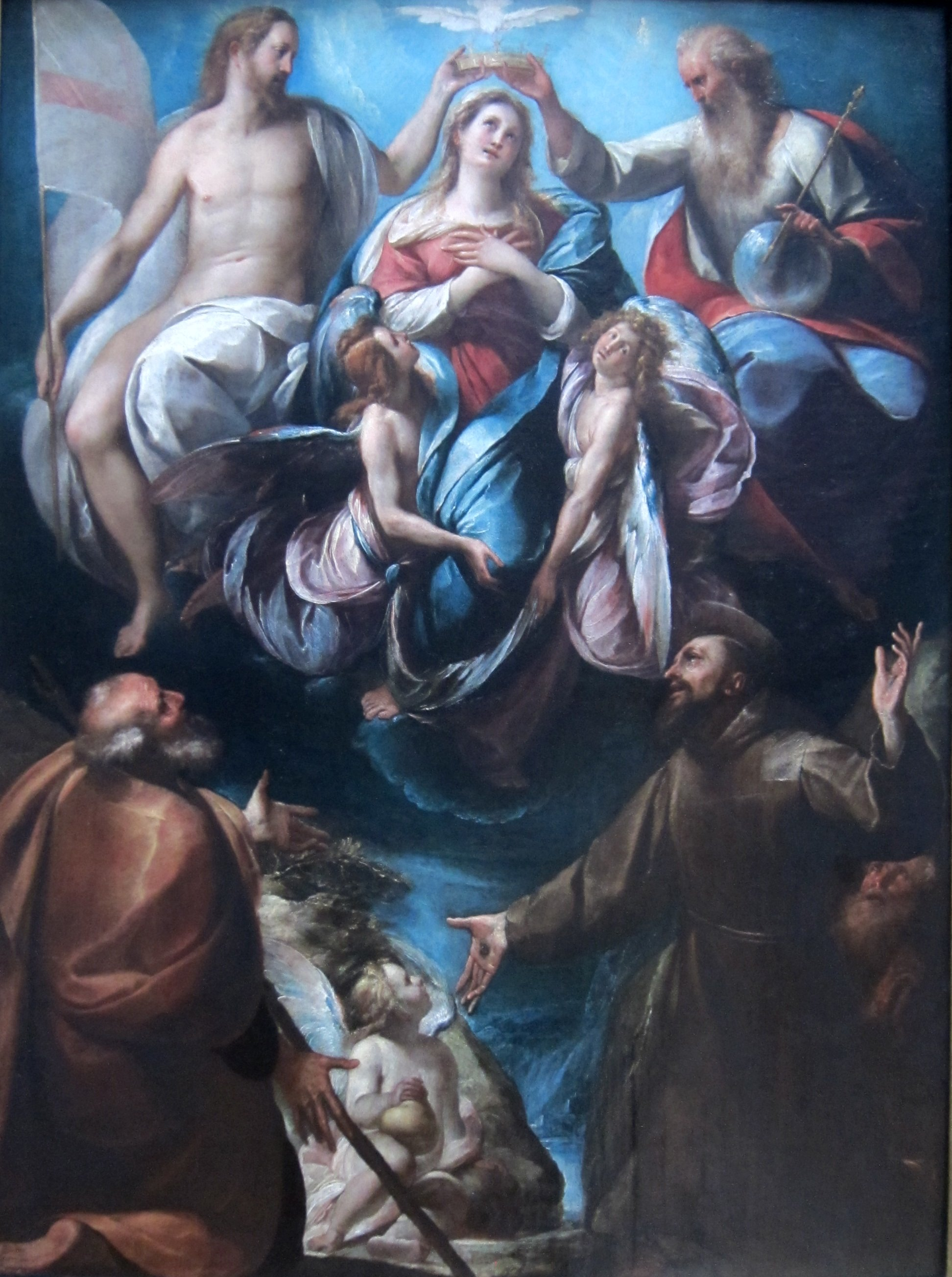
Giulio Cesare Procaccini, Couronnement de la Vierge, XVIIe siècle
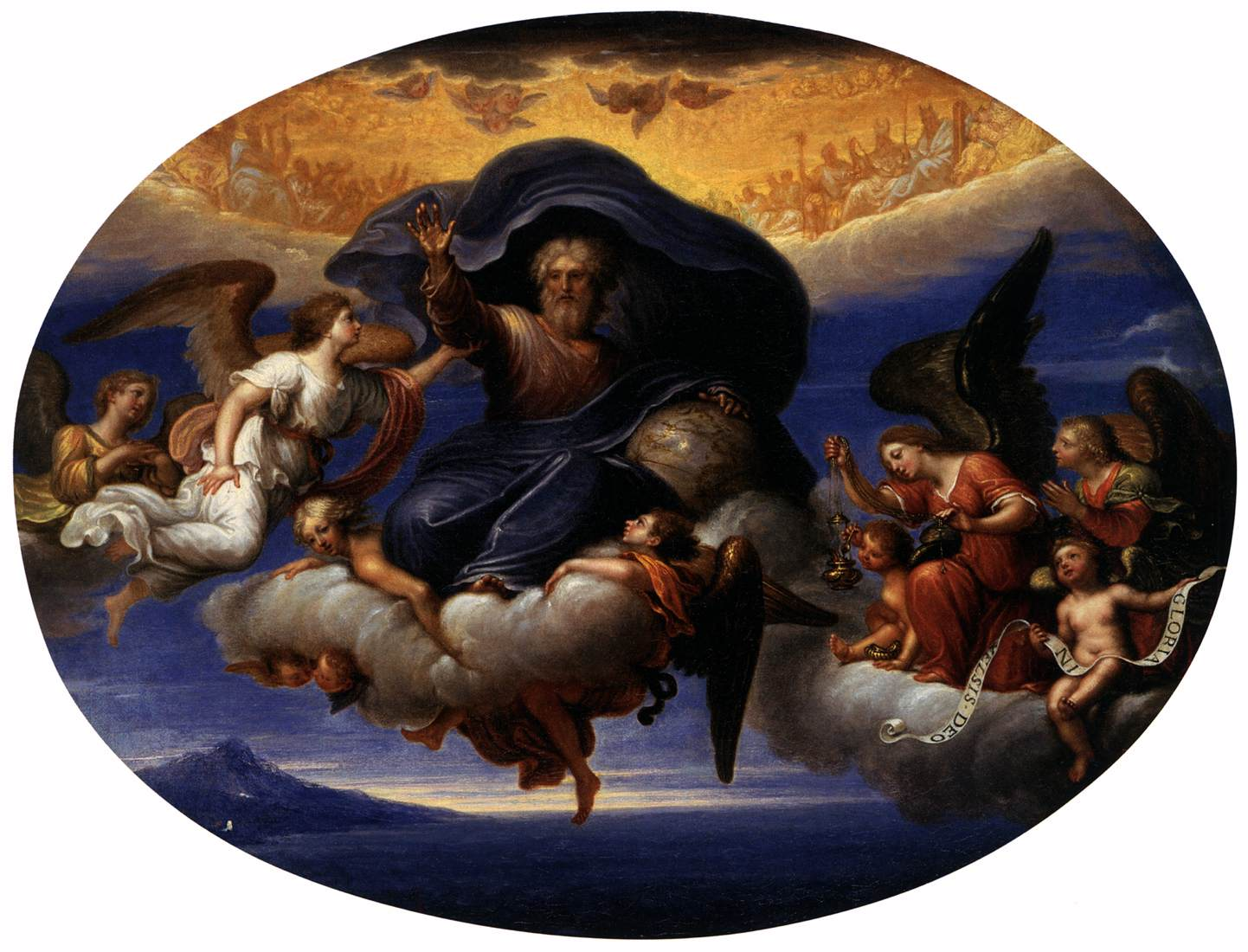
Pierre Mignard, Dieu le Père, 1665
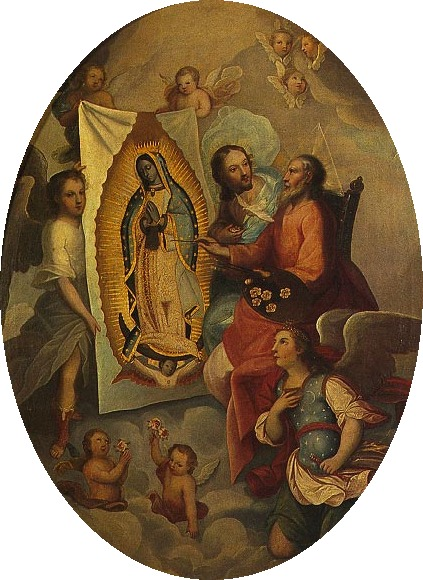
Dieu le Père peignant la Vierge de Guadalupe anonyme, XVIIIe siècle
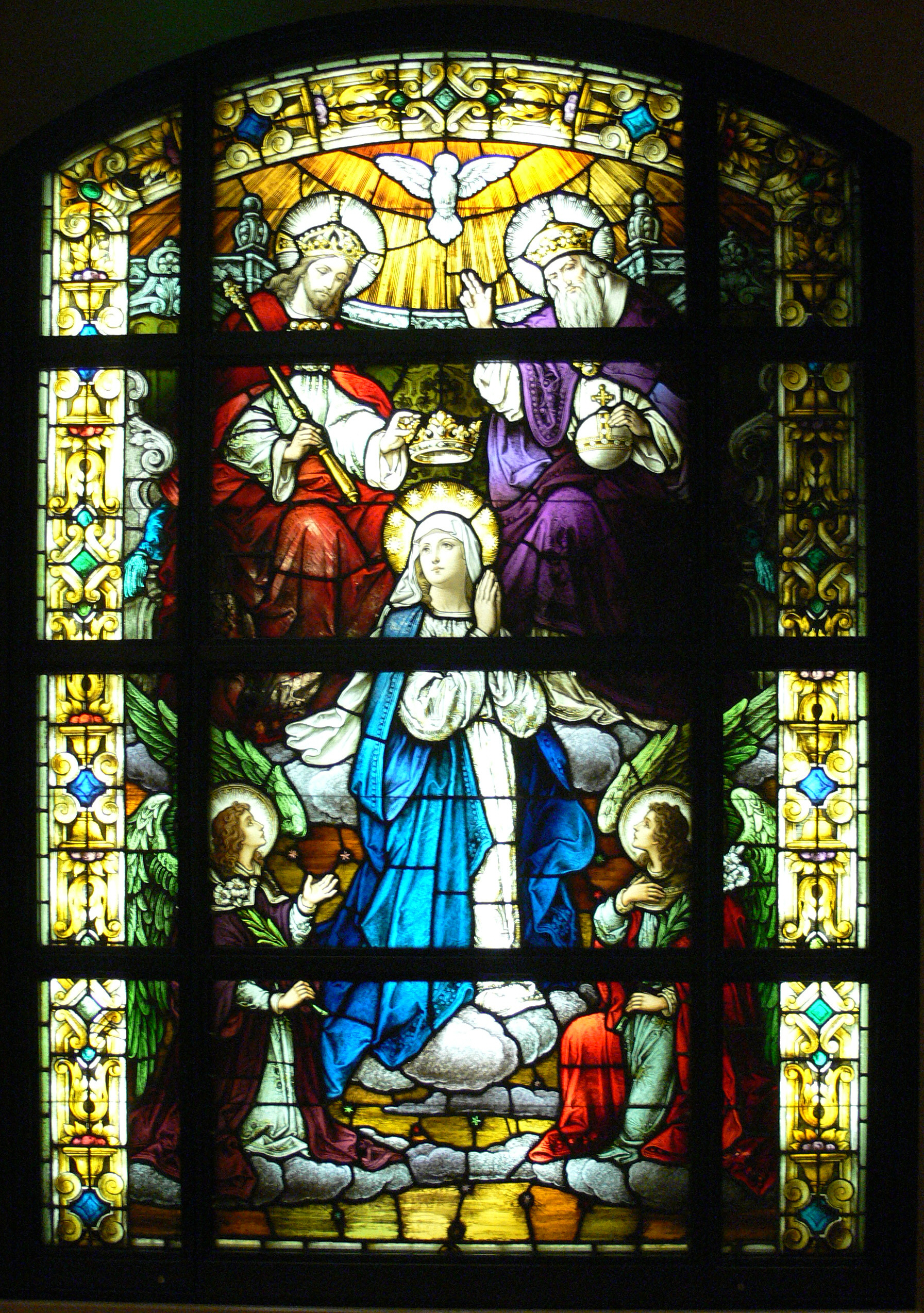
Cathédrale Notre-Dame-des-Anges de Los Angeles, vitrail de 1920

### Crédit d'auteurs
- (en) Cet article est partiellement ou en totalité issu de l’article de Wikipédia en anglais intitulé « God the Father in Western art » (voir la liste des auteurs).